# Ostružanj
Ostružanj es un pueblo ubicado en la municipalidad de Osečina, en el distrito de Kolubara, Serbia.

## Superficie
Posee una superficie de 13,79 kilómetros cuadrados.

## Demografía
Hasta 2011 la población era de 493 habitantes, con una densidad de población de 35,75 habitantes por kilómetro cuadrado.